# Filippo Pozzato

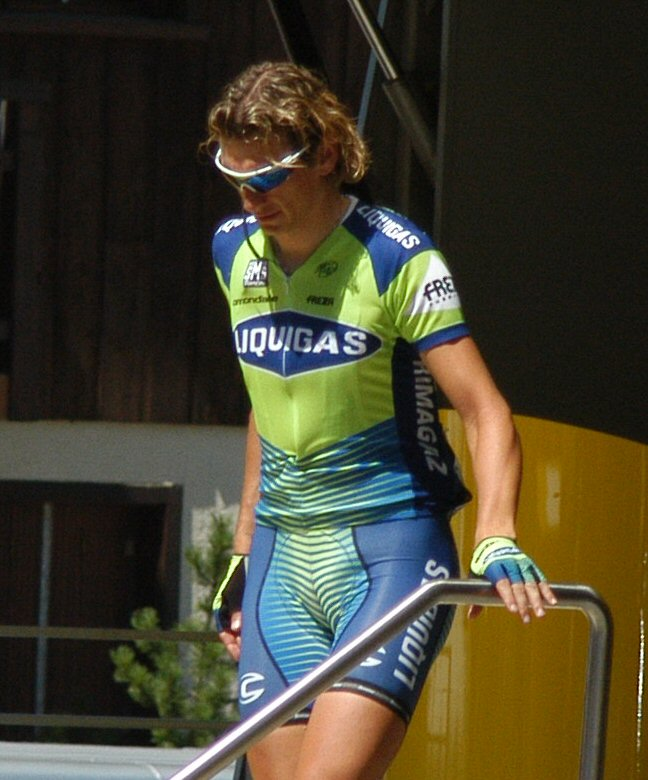
Filippo Pozzato, pendant le Tour de France 2007.

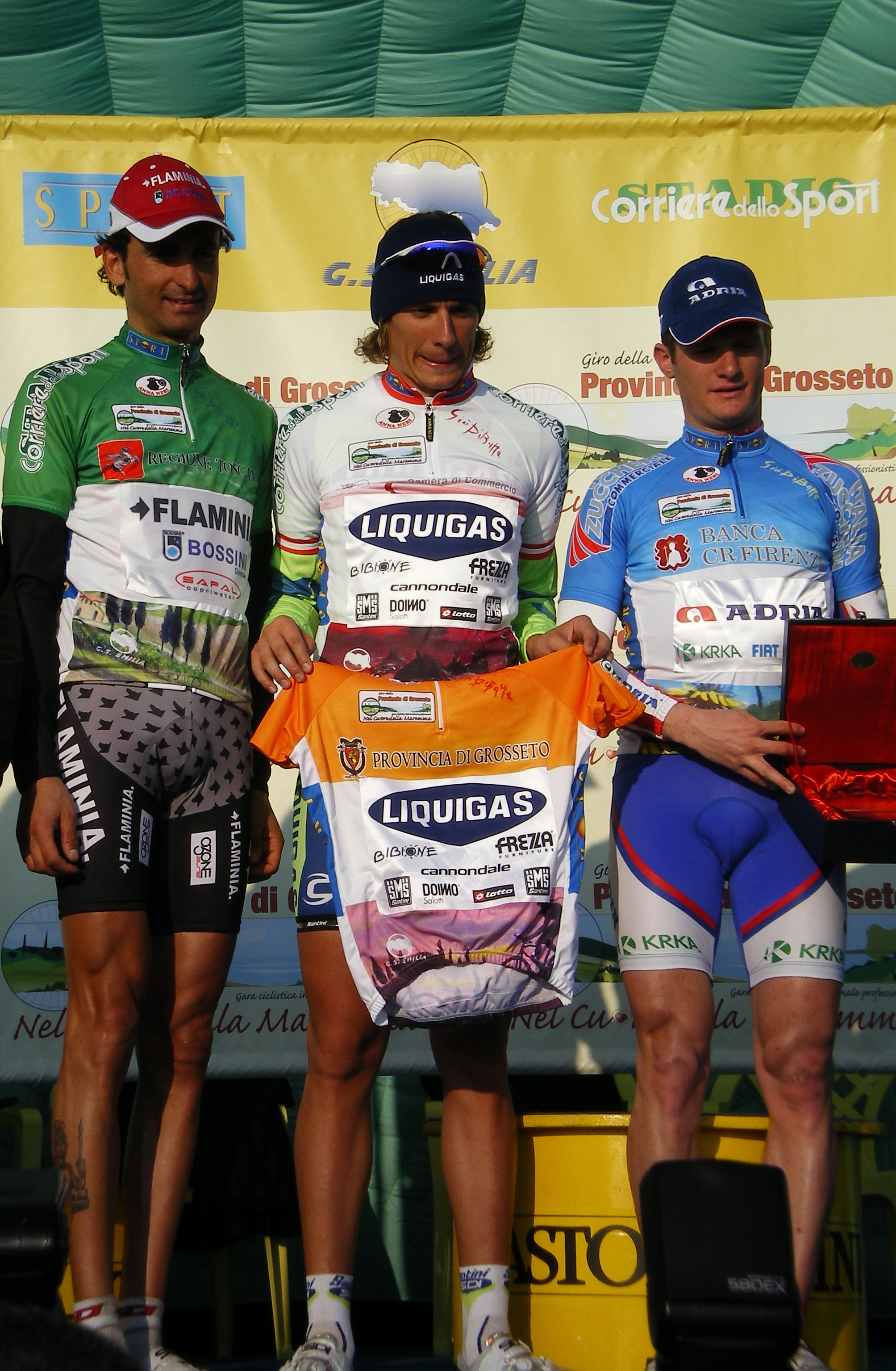
Filippo Pozzato (au centre), sur le podium du Tour de la province de Grosseto 2008.

Filippo Pozzato, surnommé Pippo Pozzato (né le 10 septembre 1981 à Sandrigo, dans la province de Vicence, Vénétie, Italie), est un coureur cycliste professionnel italien. Professionnel de 2000 à 2018, il a notamment remporté la classique Milan-San Remo en 2006. Il a également gagné la HEW Cyclassics 2005, Tirreno-Adriatico 2003, deux étapes du Tour de France, une étape du Tour d'Italie et a été champion d'Italie sur route en 2009.

## Biographie
Né à Sandrigo, dans la province de Vicence,il a une sœur aînée, Pamela. Il obtient un diplôme d'école professionnelle, celui de programmeur de machines-outils. Il vit à Monte-Carlo.
À l'âge de quatre ans, il commence à jouer au roller hockey dans l'équipe de jeunes de sa ville, Sandrigo, où il reste huit saisons. Il commence à faire du cyclisme à l'âge de douze ans. Il est rapidement considéré comme un jeune prometteur. Il remporte 17 courses chez les cadets (moins de 17 ans), dont le championnat d'Italie  et se distingue particulièrement chez les juniors (moins de 19 ans). Il décroche 20 courses ainsi que quatre médailles mondiales, en l'occurrence une d'argent et une de bronze aux championnats du monde sur route de 1998 à Valkenburg, ainsi qu'une argent et une bronze respectivement aux championnats du monde sur piste de 1998 à La Havane et à ceux d'Athènes l'année suivante.

### Début de carrière à la Mapei-Quick Step
En 2000, contrairement à beaucoup de ses pairs, il passe directement des juniors au professionnalisme, après avoir sauté la catégorie amateur. Il rejoint ainsi la formation de la Mapei-Quick Step (GSI) de 2000 à 2001. Dirigée par Roberto Damiani, elle comprend déjà un vivier de talents tels que Fabian Cancellara, Bernhard Eisel, Patrik Sinkewitz, Evgueni Petrov et Michael Rogers. En 2002, le groupe de jeunes de la Mapei devient une équipe à part entière, l'équipe Mapei-Quick Step-Latexco (GSIII), composée de 13 coureurs dans l'effectif sous la direction de Luca Guercilena. Pozzato commence à concourir continuellement parmi les professionnels, remportant 14 victoires, dont deux étapes du Tour de l'Avenir, quatre autres sur le Tour de Normandie, ainsi que le classement général du Tour de Cuba. Il termine également deuxième du championnat d'Italie du contre-la-montre et obtient une convocation en équipe nationale, sa première avec les élites (il est alors le plus jeune Italien à le faire), pour le contre-la-montre des championnats du monde de Zolder, compétition qu'il termine à la quatorzième place, à une minute et demie du vainqueur Santiago Botero.

### Révélation au sein de l'équipe Fassa Bortolo
Pour la saison suivante en 2003, après la dissolution de Mapei, il rejoint Fassa Bortolo de Giancarlo Ferretti avec son ancien coéquipier Cancellara et le directeur sportif Damiani. Filippo Pozzato se fait remarquer à 21 ans, en gagnant Tirreno-Adriatico et le Trofeo Laigueglia. En juin, il se classe deuxième du championnat d'Italie derrière Paolo Bettini et une semaine plus tard il remporte le Trophée Matteotti à Pescara. En 2004, il gagne à nouveau le Trofeo Laigueglia et s'adjugue une étape du Tour de France à Saint-Brieuc pour son premier grand tour. Ce même été, il est appelé pour faire partie de l'équipe italienne aux Jeux olympiques d'Athènes. Il termine 67e de la course en ligne, après avoir contribué à la victoire de Paolo Bettini.

### 2005-2006: chez Quick Step-Innergetic, victoire à Milan-San Remo
À partir de la saison 2005, Pozzato rejoint Quick Step-Innergetic, l'équipe du champion olympique Bettini, en signant un contrat de deux ans pour environ 700 000 euros par saison. Il court pour la première fois le Tour d'Italie, puis termine deuxième du championnat d'Italie, battu au sprint par le jeune néo-professionnel Enrico Gasparotto. Dans la seconde moitié de la saison, il remporte successivement HEW Cyclassics à Hambourg, sa première course UCI ProTour. Il remporte également le Tour du Latium et une étape du Tour d'Allemagne. En 2006, il gagne Milan-San Remo, l'une des plus célèbres classiques au monde, et la plus longue. Lors du sprint final, il profite de la tactique d'équipe, Paolo Bettini et le champion du monde Tom Boonen se sont sacrifiés pour couvrir la fuite de leur coéquipier.  Pendant le reste de la saison, il obtient de nombreuses places d'honneur, quatrième de Gand-Wevelgem, troisième de la Vattenfall Cyclassics, sixième du Grand Prix de Plouay, dixième du Championnat de Zurich et de Paris-Tours et une seule nouvelle victoire, dans une étape du Tour de Bretagne.

### 2007-2008: Liquigas
Après un début de saison en Espagne notamment sur le Challenge de Majorque pour ses débuts avec sa nouvelle équipe Liquigas, il termine sur le podium du Trofeo Laigueglia à quelques secondes du vainqueur le Russe Mikhail Ignatiev puis enchaine deux victoires coup sur coup. Tout d'abord il s'impose sur le Tour du Haut-Var en France puis remporte le Circuit Het Volk en Belgique en solitaire, deux secondes devant l'Espagnol Juan Antonio Flecha (Rabobank) et son ancien coéquipier le Belge Tom Boonen (Quick Step-Innergetic). Le 12 juillet 2007, il obtient sa deuxième victoire d'étape sur le Tour de France en s'imposant au sprint lors de la cinquième étape à Autun.

### 2012: Bref passage chez Farnese Vini-Selle Italia
Pozzato est victime d'une fracture de la clavicule en février 2012 lors du Tour du Qatar. De retour à la compétition un mois plus tard pour Milan-San Remo, il s'y classe sixième. Aligné ensuite sur les classiques flandriennes, il est deuxième du Tour des Flandres. Sur Paris-Roubaix, il est victime d'une chute sur un secteur pavé et est contraint à l'abandon. Aligné en mai sur son tour national, il chute lors de l'arrivée de la neuvième étape et se fracture un scaphoïde. Il se retire de la course le lendemain. Au mois de septembre, il est suspendu rétroactivement pour trois mois à partir du 19 juin 2012 et est condamné à 10 000 euros d'amende pour avoir avoué travailler plusieurs années avec le docteur Michele Ferrari alors qu'une collaboration de coureurs avec ce médecin impliqué dans plusieurs affaires de dopage est interdite par la Fédération cycliste italienne,. Il fait son retour à la fin du mois de septembre lors de Milan-Turin.

### 2013-2015: Lampre-Merida
Durant ses premiers mois avec la Lampre-Merida, Pozzato gagne le Trofeo Laigueglia et se classe deuxième de la Roma Maxima. Lors des classiques, son meilleur classement est la 22e place de Paris-Roubaix. Il explique ces résultats décevants par un virus. En mai, il dispute le Tour d'Italie. Classé deux fois parmi les dix premiers d'étapes, il joue un rôle d'équipier pour Michele Scarponi, quatrième du classement général. Fin août, il s'impose lors de la Coppa Agostoni. Le mois suivant, il gagne le Grand Prix de Plouay puis prend la cinquième place du Grand Prix de Montréal. Grâce à ces bons résultats, il est, avec Vincenzo Nibali, leader de l'équipe d'Italie pour le championnat du monde sur route, disputé à Florence. Il en prend la 17e place.
Au printemps 2014, Pozzato connaît à nouveau une saison de classiques décevantes, terminant au mieux dix-septième du Tour des Flandres. Contrairement à l'année précédente, il s'estime en bonne forme durant ces courses, mais en manque de rythme pour suivre les accélérations des leaders au Tour des Flandres, et malchanceux lors de Paris-Roubaix, durant lequel il subit deux crevaisons et un problème de dérailleur à 40 km de l'arrivée. En mai, il est désigné leader de son équipe au Tour du Japon, où il est troisième du prologue. Le mois suivant, il est à nouveau leader de la Lampre pour le Critérium du Dauphiné, où il vise également le prologue. Il en prend la 123e place. Après avoir figuré dans la présélection de onze coureurs en vue du Tour de France, il n'est finalement pas retenu pour disputer cette course. Durant l'été, il dispute le Tour d'Espagne. Troisième de la dix-neuvième étape, il se juge en bonne condition pour les championnats du monde. En septembre, lors du Triptyque lombard, annoncé décisif en vue de la sélection pour les championnats du monde, il prend la deuxième place de la Coppa Bernocchi et la troisième place des Trois vallées varésines. Ces résultats ne suffisent pas à convaincre Davide Cassani en équipe nationale.

### 2016-2018: fin de carrière chez Southeast/Wilier Triestina
En 2016, Pozzato signe pour une nouvelle équipe, Southeast Pro Cycling basée en Italie.
Il y obtient quelques accessits lors de cette saison (2ème du Grand Prix Bruno Beghelli, 4ème d'À travers les Flandres ou encore 5ème de la Coppa Bernocchi). Il finit également 3ème du championnat d'Italie sur route.
En 2017, son seul coup d'éclat intervient lors du Tour des Flandres, où il termine 8ème.
En mai 2018, il déclare forfait pour ce qui devait être son dernier Giro, en raison de l'hospitalisation de son père, très malade. Il met un terme à sa carrière à la fin de la saison.

### Style
Pozzato est un coureur capable de briller sur de nombreux types de parcours, y compris les tracés vallonnés. C'est également un finisseur. Il possède une bonne pointe de vitesse, et il lui arrive même de se mêler à des sprints massifs. Les ascensions longues, ainsi que les côtes à forts pourcentages, lui conviennent moins. Dans les étapes de montagne des grands tours, il est très souvent un meneur de gruppetto : c'est lui qui régule le train des coureurs attardés, permettant aux coureurs faibles en montagne de rester ensemble et d'arriver dans les délais impartis. C'est aussi un chasseur de classique en tout genre étant donné ses facilités en vallons et en pavés, comme le montre sa deuxième place sur Paris-Roubaix 2009 ou celle obtenue sur le Tour des Flandres 2012, ainsi que sa victoire sur Milan-San Remo 2006.
Son style et ses victoires prestigieuses obtenues assez tôt dans sa carrière l'ont rendu très populaire, mais également très attendu par le public et les médias. Lors de l'annonce de sa retraite sportive en décembre 2018, il déclare : « J’ai souvent eu l'impression de porter un costume sur mesure qui ne m'appartenait pas. C’était trop large ou trop serré. »

## Palmarès, résultats et classements

### Palmarès sur route

#### Par années
- 1997
  -  Médaillé de bronze du critérium au Festival olympique de la jeunesse européenne
- 1998
  - Trofeo Buffoni
  - 4e étape du Grand Prix Rüebliland
  -  Médaillé d'argent au championnat du monde sur route juniors
  -  Médaillé de bronze au championnat du monde du contre-la-montre juniors
- 1999
  - Trofeo Buffoni
  - 4e du championnat du monde sur route juniors
- 2002
  - Tour de Cuba :
    - Classement général
    - 11ea étape (contre-la-montre)

  - Tour du lac Majeur
  - Prologue, 2e, 3e et 5e étapes du Tour de Normandie
  - Tour du lac Léman
  - 4e et 7e étapes du Tour de Slovénie
  - Prologue du Tour de Bohême
  - 1re (contre-la-montre) et 5e étapes du Tour de l'Avenir
  - Duo normand (avec Evgueni Petrov)
  - 2e du championnat d'Italie du contre-la-montre
- 2003
  - 6e étape du Tour méditerranéen (contre-la-montre par équipes)
  - Trofeo Laigueglia
  - Trophée de l'Etna
  - Tirreno-Adriatico :
    - Classement général
    - 2e étape

  - Trophée Matteotti
  - 2e du Tour de la province de Reggio de Calabre
  - 2e du championnat d'Italie sur route
- 2004
  - Tour de Ligurie
  - Trofeo Laigueglia
  - 7e étape du Tour de France
- 2005
  - Hew Cyclassics
  - Tour du Latium
  - 2e étape du Tour d'Allemagne
  - 2e du championnat d'Italie sur route
- 2006
  - Milan-San Remo
  - 3e étape du Tour de Grande-Bretagne
  - 3e de la Vattenfall Cyclassics
  - 4e de Gand-Wevelgem
  - 6e du Grand Prix de Plouay
  - 10e du Grand Prix de Zurich
  - 10e de Paris-Tours
- 2007
  - Het Volk
  - Tour du Haut-Var
  - 5e étape du Tour de France
  - Trophée Matteotti
  - 5e étape du Tour de Pologne
  - Grand Prix de l'industrie et du commerce de Prato
  - 4e du Grand Prix de Plouay
- 2008
  - Tour de la province de Grosseto :
    - Classement général
    - 1re étape

  - 1re étape du Tour d'Espagne (contre-la-montre par équipes)
  - 2e de Milan-San Remo
  - 2e du Tour du Latium
  - 2e de la Coppa Sabatini
  - 3e du championnat d'Italie sur route
  - 6e du Tour des Flandres
  - 7e de Tirreno-Adriatico
- 2009
  -  Champion d'Italie sur route
  - Grand Prix E3
  - 1re étape des Trois Jours de La Panne
  - Tour de Vénétie
  - Mémorial Cimurri
  - 2e de Paris-Roubaix
  - 2e du Trofeo Laigueglia
  - 5e du Tour des Flandres
  - 5e de la Classique de Saint-Sébastien[n 3]
- 2010
  - 12e étape du Tour d'Italie
  - 3e étape du Tour de Burgos (contre-la-montre par équipes)
  - 4e du championnat du monde sur route
  - 7e de Paris-Roubaix
- 2011
  - Grand Prix Bruno Beghelli
  - 3e du Tour de Picardie
  - 5e de Milan-San Remo
- 2012
  - Grand Prix de l'industrie et de l'artisanat de Larciano
  - 2e du Tour des Flandres
  - 6e de Milan-San Remo
  - 9e de Gand-Wevelgem
- 2013
  - Trofeo Laigueglia
  - Coppa Agostoni
  - Grand Prix de Plouay
  - 2e de la Roma Maxima
  - 3e du Grand Prix de la côte étrusque
  - 5e du Grand Prix cycliste de Montréal
- 2014
  - 2e de la Coppa Bernocchi
  - 2e du Grand Prix Bruno Beghelli
  - 3e des Trois vallées varésines
- 2016
  - 3e du championnat d'Italie sur route
  - 8e de Milan-San Remo
- 2017
  - 8e du Tour des Flandres

#### Résultats sur les grands tours

##### Tour de France
6 participations
- 2004 : 116e, vainqueur de la 7e étape
- 2006 : 133e
- 2007 : non-partant (15e étape), vainqueur de la 5e étape
- 2008 : 67e
- 2009 : 100e
- 2015 : 125e

##### Tour d'Italie
7 participations
- 2005 : 84e
- 2009 : non-partant (14e étape)
- 2010 : 45e, vainqueur de la 12e étape
- 2012 : non-partant (10e étape)
- 2013 : 120e
- 2016 : 115e
- 2017 : 104e

##### Tour d'Espagne
3 participations
- 2008 : non-partant (19e étape), vainqueur de la 1re étape (contre-la-montre par équipes)  maillot or pendant 1 jour
- 2010 : non-partant (20e étape)
- 2014 : non-partant (20e étape)

#### Classements mondiaux
Jusqu'en 2004, le classement UCI concerne tous les coureurs ayant obtenu des points lors de courses du calendrier international de l'Union cycliste internationale (324 courses en 2004). En 2005, l'UCI ProTour et les circuits continentaux sont créés, ayant chacun leur classement. De 2005 à 2008, le classement de l'UCI ProTour classe les coureurs membres d'équipes ProTour en fonction des points qu'ils ont obtenus lors des courses du calendrier UCI ProTour, soit 28 courses en 2005, 27 en 2006, 26 en 2007. En 2008, le calendrier du ProTour est réduit à 15 courses en raison du conflit entre l'UCI et les organisateurs de plusieurs courses majeures. Les trois grands tours, Paris-Roubaix, la Flèche wallonne, Liège-Bastogne-Liège, le Tour de Lombardie, Tirreno-Adriatico et Paris-Nice ne sont donc pas pris en compte dans le classement ProTour 2008. En 2009 et 2010, un « classement mondial UCI » remplace le classement ProTour. Il prend en compte les points inscrits lors des courses ProTour et des courses qui n'en font plus partie, regroupées dans un « calendrier historique », soit au total 24 courses en 2009 et 26 en 2010. Ce nouveau classement prend en compte les coureurs des équipes continentales professionnelles. En 2011, l'UCI ProTour devient l'UCI World Tour et reprend dans son calendrier les courses qui l'avaient quitté en 2008. Il comprend 27 courses en 2011 et son classement ne concerne plus que les coureurs membres des 18 équipes ProTeam. Membre de l'équipe continentale professionnelle Farnese Vini-Selle Italia en 2012, Filippo Pozzato n'est pas classé à l'UCI World Tour cette année-là mais à l'UCI Europe Tour.
Filippo Pozzato apparaît pour la première fois au classement UCI en 2001. Il obtient son meilleur classement en 2006 : 20e.
| Année                  | 2001 | 2002 | 2003 | 2004 | 2005 | 2006 | 2007 | 2008 | 2009 | 2010 | 2011 | 2012 | 2013 | 2014 | 2015 |
| ---------------------- | ---- | ---- | ---- | ---- | ---- | ---- | ---- | ---- | ---- | ---- | ---- | ---- | ---- | ---- | ---- |
| Classement UCI         | 493e | 221e | 44e  | 150e |      |      |      |      |      |      |      |      |      |      |      |
| Classement ProTour     |      |      |      |      | 54e  | 20e  | 64e  | 60e  |      |      |      |      |      |      |      |
| Calendrier mondial UCI |      |      |      |      |      |      |      |      | 30e  | 80e  |      |      |      |      |      |
| UCI World Tour         |      |      |      |      |      |      |      |      |      |      | 86e  |      | 47e  | 177e | 213e |
| UCI Europe Tour        |      |      |      |      |      |      |      |      |      |      |      | 146e |      |      |      |

### Palmarès sur piste

#### Championnats du monde juniors
- 1997
  -  Médaillé d'argent de la poursuite par équipes juniors
- 1998
  -  Médaillé de bronze de la poursuite par équipes juniors

## Distinctions
- Oscar TuttoBici des juniors : 1998